# Johann Ernst Bach (Komponist)
Johann Ernst Bach (* 28. Januar 1722 in Eisenach; † 1. September 1777 ebenda) war ein deutscher Organist und Komponist aus der Familie Bach. Er ist der Sohn von Johann Bernhard Bach.

## Leben

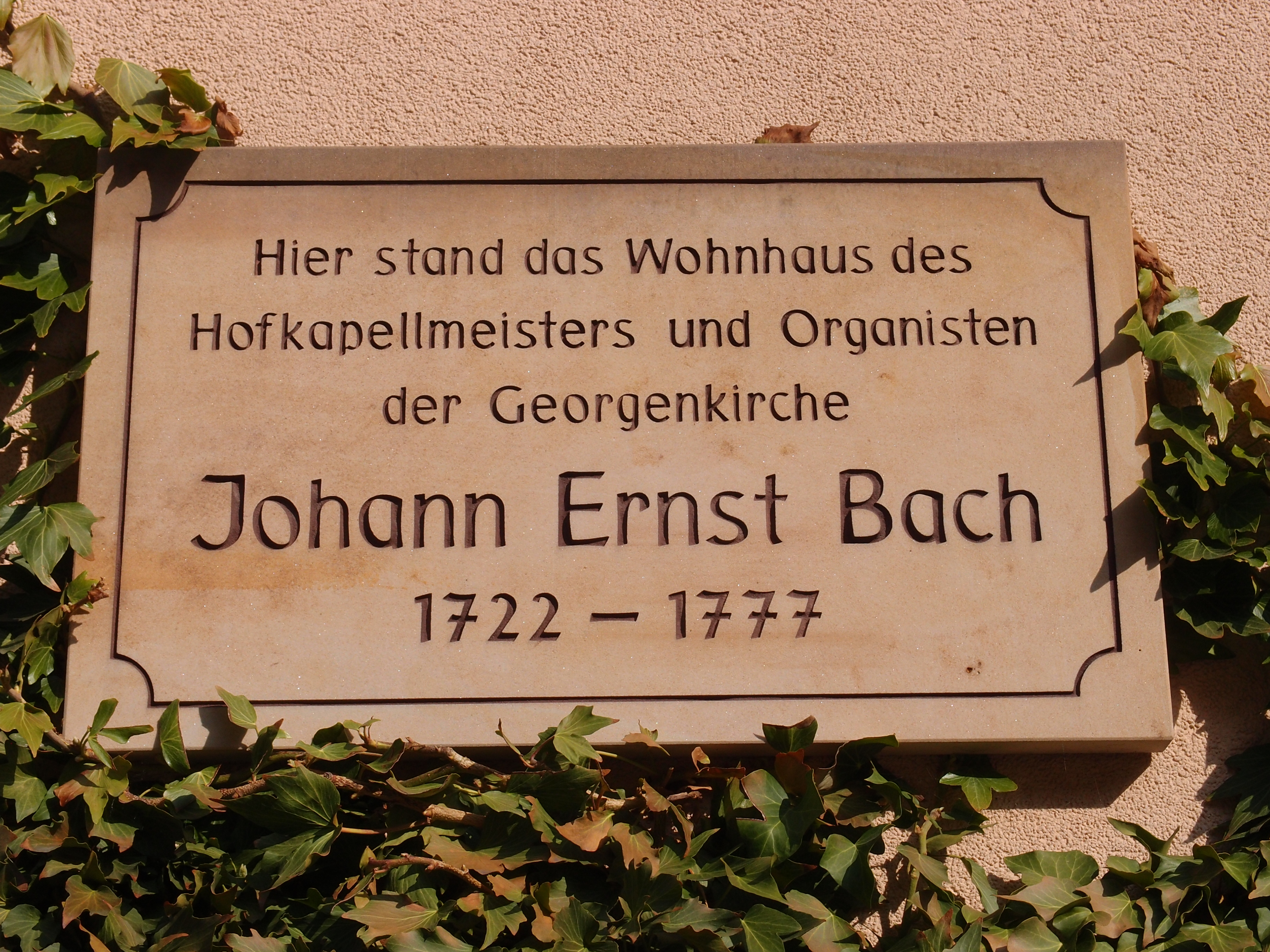
Gedenktafel für Johann Ernst Bach am Lutherplatz in Eisenach.

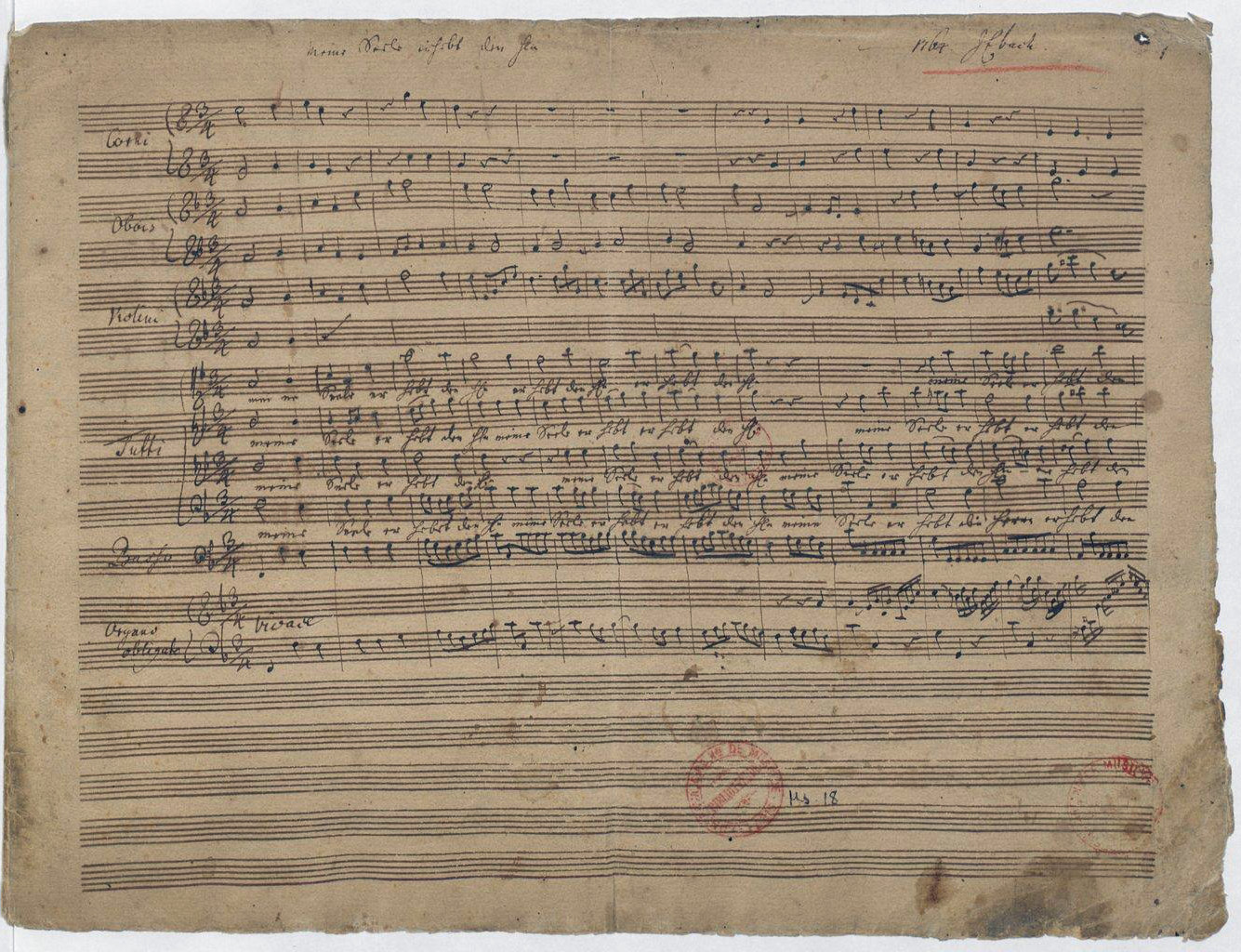
Autograph eines Magnificats von Johann Ernst Bach

Bach besuchte zunächst die Lateinschule in Eisenach, ab 1737 dann die Thomasschule in Leipzig und lernte bei seinem Patenonkel Johann Sebastian Bach. Parallel studierte er Jura und war später auch als Finanzverwalter der Eisenacher Kirchgemeinde tätig.
1742 wurde er als Amtsadvokat in Eisenach eingestellt. Er vertrat seinen Vater als Organist und wurde nach dessen Tod 1749 sein Nachfolger an der Georgenkirche. Außerdem spielte Johann Ernst Bach Cembalo in der herzoglichen Hofkapelle.  Am 3. Februar 1756 wurde er zum Fürstlichen Kapellmeister des Herzogs Ernst August Constantin in Weimar ernannt und sollte das Ensemble zusammen mit Georg Benda neu organisieren. Nach dem frühen Tod des Herzogs wurde Bach 1758 offiziell aus dem Dienst entlassen, durfte aber den Titel bis an sein Lebensende weiter tragen und erhielt eine kleine Pension. Von ihm stammt auch die beim Trauergottesdienst des Herzogs gespielte Musik.
Von Bach sind Werke im empfindsamen Stil überliefert. Zu nennen sind Fantasien und Sonaten für Klavier und für Klavier und Violine, Orgelstücke, Kirchenkantaten und Motetten. Die Sammlung auserlesener Fabeln nach Christian Fürchtegott Gellert gilt als Vorläufer der romantischen Balladen des 19. Jahrhunderts. Sein Passionsoratorium „O Seele, deren Sehnen“ nach einem Libretto von Christlob Mylius ist bis in die Gegenwart lebendig geblieben.
Bach lebte zuletzt in einem Brauhof am heutigen Lutherplatz. Sein Grab befand sich auf dem Alten Friedhof. Anlässlich seines 300. Geburtstages führte die Eisenacher Kirchengemeinde im Jahr 2022 mehrere Gedenkveranstaltungen durch.
Sein ältester Sohn Johann Georg Bach folgte ihm im Amt als Hof- und Stadtorganist an der Georgenkirche.

## Ausgaben
- Sammlung auserlesener Fabeln, hrsg. v. Hermann Kretzschmar in der Reihe Denkmäler deutscher Tonkunst (I. Folge, Band 42), Leipzig 1910 (Digitalisat)
- Passionsoratorium, hrsg. v. Joseph Kromolicki in der Reihe Denkmäler deutscher Tonkunst (I. Folge, Band 48), Leipzig 1914 (Digitalisat)